# Trương Thanh (Thiên Cương)
Trương Thanh (张清) là một trong 36 Thiên Cang Tinh nằm trong 108 anh hùng Lương Sơn Bạc, sao Thiên Tiệp Tinh, biệt hiệu là Một Vũ Tiễn (没羽箭), có biệt tài ném đá rất cao cường.

## Quy hàng Lương Sơn
Vì đang thiếu lương và để phân định ai sẽ làm chủ Lương Sơn Bạc, Tống Giang và Lư Tuấn Nghĩa mỗi người dẫn một cánh quân đi vây đánh phủ Đông Bình và Đông Xương, là hai nơi trù phú có thể lấy được lương thảo.
Lư Tuấn Nghĩa đánh phủ Đông Xương, Trương Thanh là võ tướng ở đây, đánh một lúc 15 viên tướng của Lương Sơn Bạc là: Từ Ninh, Yến Thuận, Hàn Thao, Bành Kỉ, Hô Diên Chước, Lôi Hoành, Chu Đồng, Dương Chí, Quan Thắng, Hác Tư Văn, Đổng Bình, Sách Siêu, Tuyên Tán, Lưu Đường, Lý Quỳ). Tống Công Minh đánh được phủ Đông Bình trước phải đem quân chi viện để đánh Trương Thanh cùng thêm hai viên phó tướng là Cung Vượng và Đinh Đắc Tôn, cả ba người bị Ngô Dụng bày mưu bắt và đầu hàng Lương Sơn Bạc.
Trong trận đánh Điền Hổ, Trương Thanh đã giả dạng một người khác và đột nhập vào quân Điền Hổ, rồi lấy Quỳnh Anh. Vì Quỳnh Anh có mối thù với Điền Định, Ô Lê quốc cữu nên cả hai cùng nhau nội ứng ngoại hợp, chiếm Uy Thắng Châu. Điền Hổ chạy tới huyện Tương Viên (nơi Quỳnh Anh đóng quân), Trương Thanh cùng vợ đã bắt Điền Hổ. Hai người cùng nhau theo nghĩa quân Lương Sơn đánh Vương Khánh, hai người lập công to trong các trận Kì Sơn, Nam Phong Phủ,...

## Tử trận
Khi đi đánh Phương Lạp, Trương Thanh, Đổng Bình bị Lệ Thiên Nhuận giết ở ải Độc Tùng. Quỳnh Anh cùng vợ chồng Diệp Thanh tìm đến mang xác chồng về, nàng cũng tự sát theo chồng trước ải. Vợ chồng Diệp Thanh nuôi nấng con của họ là Trương Tiết. Sau này, Trương Tiết đánh bại quân Kim, lập công với Đại Tống.

## Trong Đãng Khấu Chí
Tại hồi 64, Trương Thanh cùng Thang Long giữ Nhị quan, quân triều đình đánh rất gấp, tình hình vô cùng nguy cấp. Trương Thanh muốn mở cổng quan quyết 1 trận tử chiến, dùng tài ném đá của mình để đánh thương các tướng triều đình. Tuy nhiên, tác giả Du Vạn Xuân coi Lương Sơn là tặc khấu phản nghịch nên hầu hết các tướng đều không thể hiện được tài năng như trong Thủy Hử. Trương Thanh giao chiến với các tướng triều đình, ném 7 8 viên đá đều không trúng hoặc bị đỡ gạt. Một Vũ tiễn đã có phần hoang mang, nhưng vẫn xách thương quyết đấu hơn trăm hiệp với các tướng triều đình. Với hòn đá cuối cùng, Một Vũ tiến ném ra, bị Đào Chấn Đình dùng chùy đánh bật lại, trúng vào mũi. Trương Thanh quay ngựa chạy thì bị Đào Chấn Đình dùng súng tây dương bắn trúng phía sau cổ mà chết.
1. ↑  Đãng Khấu Chí, tác giả Du Vạn Xuân - Ôn Văn Tùng dịch - NXB Đà Nẵng 1999.